# Masia de Santa Magdalena
La Masia de Santa Magdalena és una obra de Vilanova i la Geltrú (Garraf) protegida com a Bé Cultural d'Interès Local.

## Descripció
La masia de Santa Magdalena té planta en forma d'L i es compon de planta baixa, pis i cobertes compostes. El cos central té una torratxa-mirador de planta rectangular i coberta plana. Les crugies són paral·leles a la façana principal. Té escales als cossos laterals per accedir a la primera planta.
Adossada a la masia trobem una petita ermita de planta rectangular amb arc central apuntat. La coberta és a dues vessants amb dos nivells de careners perpendiculars a la façana principal i campanar de cadireta d'una arcada. Presenta un portal adovellat de mig punt, ull de bou i campanar de cadireta d'una arcada de mig punt.
Les parets de càrrega són de paredat comú i totxo. Trobem forjats de diferents tipus: de biga de fusta i revoltó, de biga i llata de fusta i de bigues metàl·liques i revoltó. Les cobertes són de teula àrab.
La façana principal és simètrica i les obertures són amb llinda. A la planta baixa hi ha una finestra central i dos portals d'arc rebaixat i finestres laterals. A la planta primera hi ha un balcó suportat per mènsules igual que la cornisa.